# Lacuna Coil
I Lacuna Coil sono un gruppo musicale heavy metal italiano, formatosi a Milano nel 1994.
A partire dall'album In a Reverie e fino all'album Karmacode il maggior compositore del gruppo è stato il bassista Marco Coti Zelati. Inizialmente le sonorità del gruppo presentavano una marcata vena gothic metal ispirata ai Paradise Lost, mentre in seguito assunse caratteristiche tipiche dell'alternative metal.
A marzo 2012 è risultato che il gruppo abbia venduto oltre due milioni di dischi in tutto il mondo, raggiungendo all'estero una notorietà ancor maggiore che in patria.

## Storia

### Gli inizi

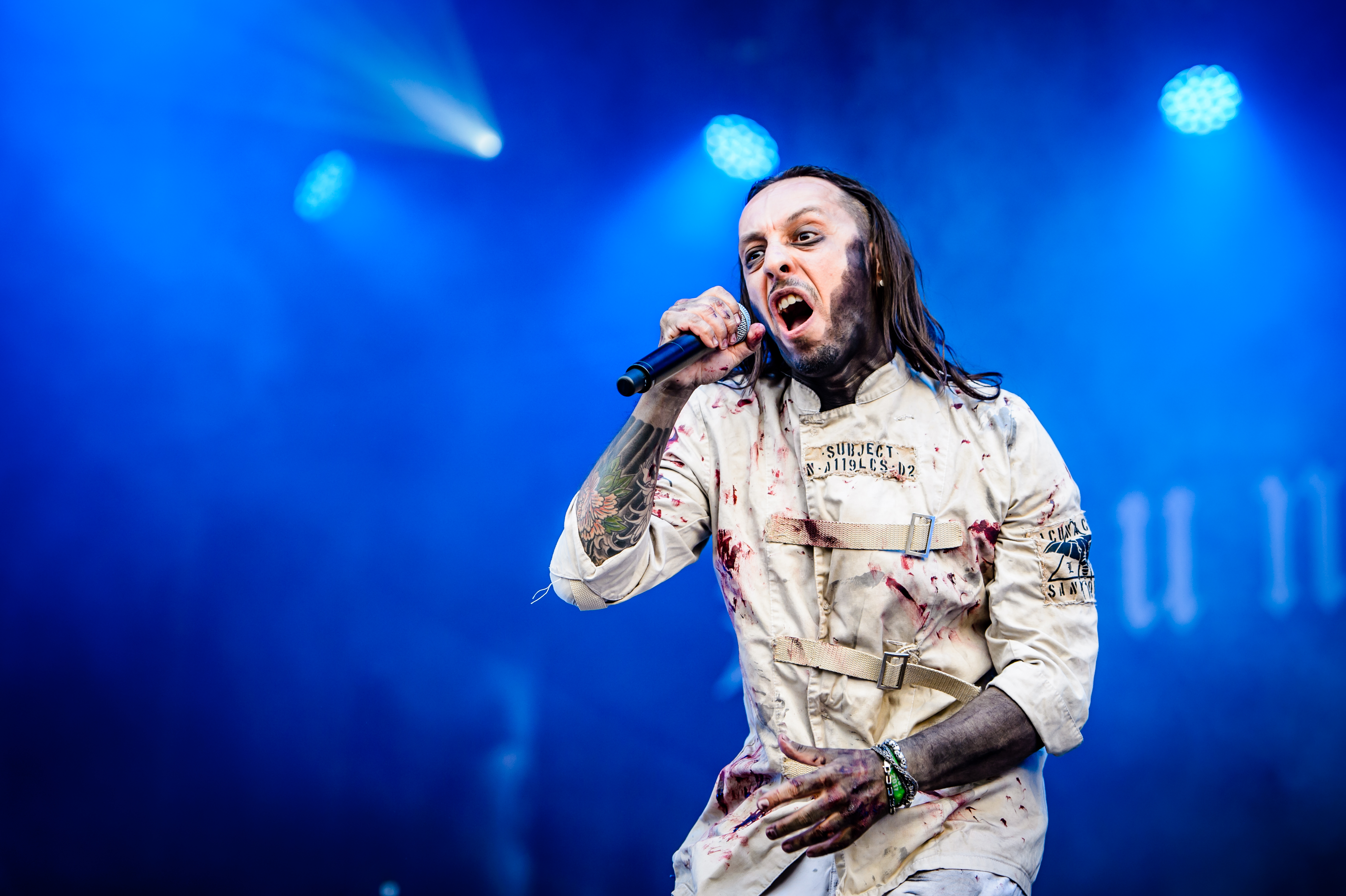
Andrea Ferro, fondatore del gruppo

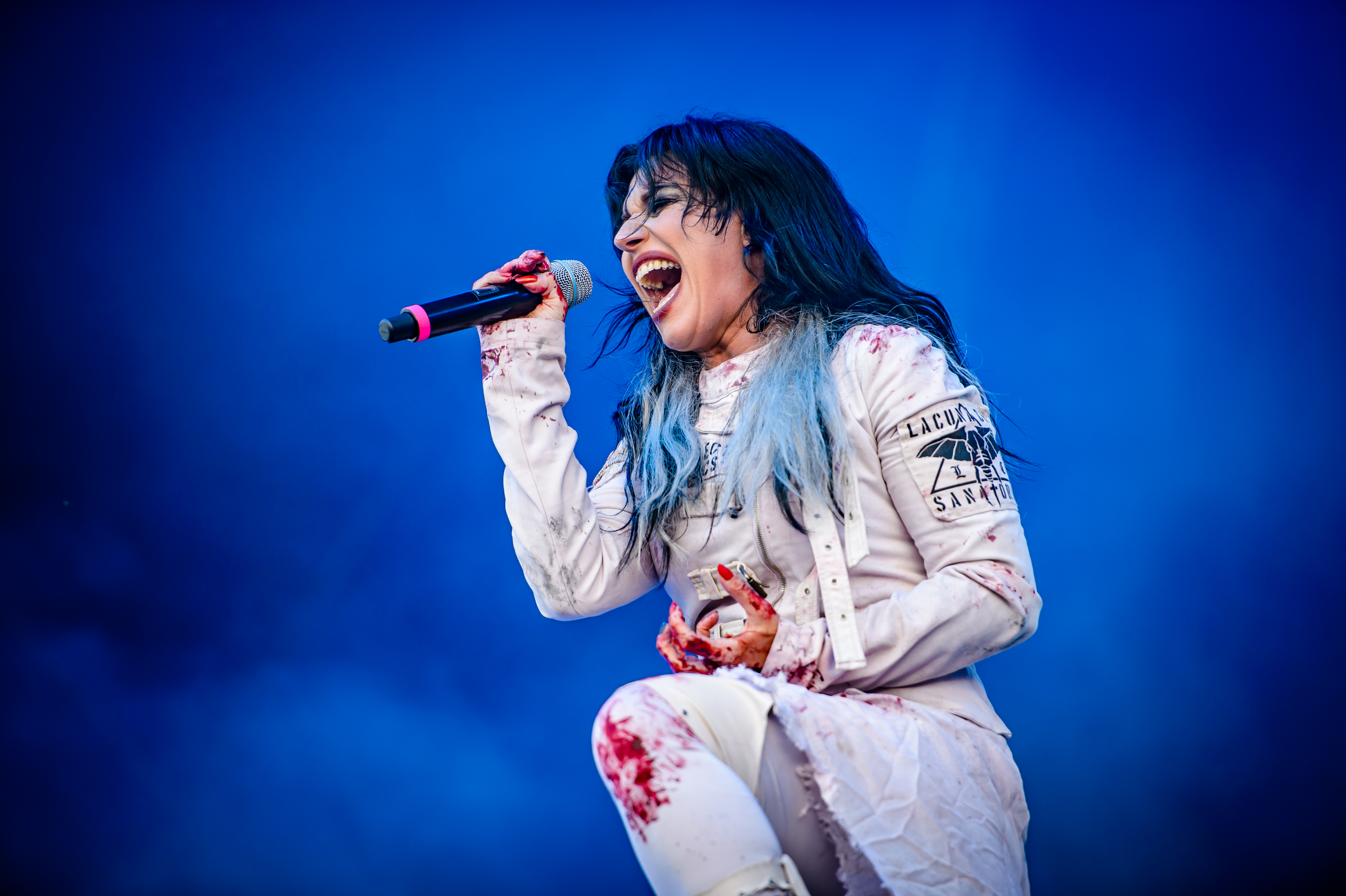
Cristina Scabbia al Rockharz Open Air nel 2017

Il gruppo sorse per mano di Andrea Ferro (voce), Marco Coti Zelati (basso) e Raffaele Zagaria (chitarra) con il nome di Sleep of Right. Successivamente alla formazione si unirono Claudio Leo, Leonardo Forti e Cristina Scabbia e nel 1996 il gruppo cambiò nome in Ethereal. Un loro demo registrato in studio fu inviato a molte etichette discografiche: tra le molte risposte, la più convincente fu quella della Century Media Records, con la quale nel settembre 1996 firmarono il primo contratto discografico. Due mesi dopo iniziò il tour negli Stati Uniti d'America.

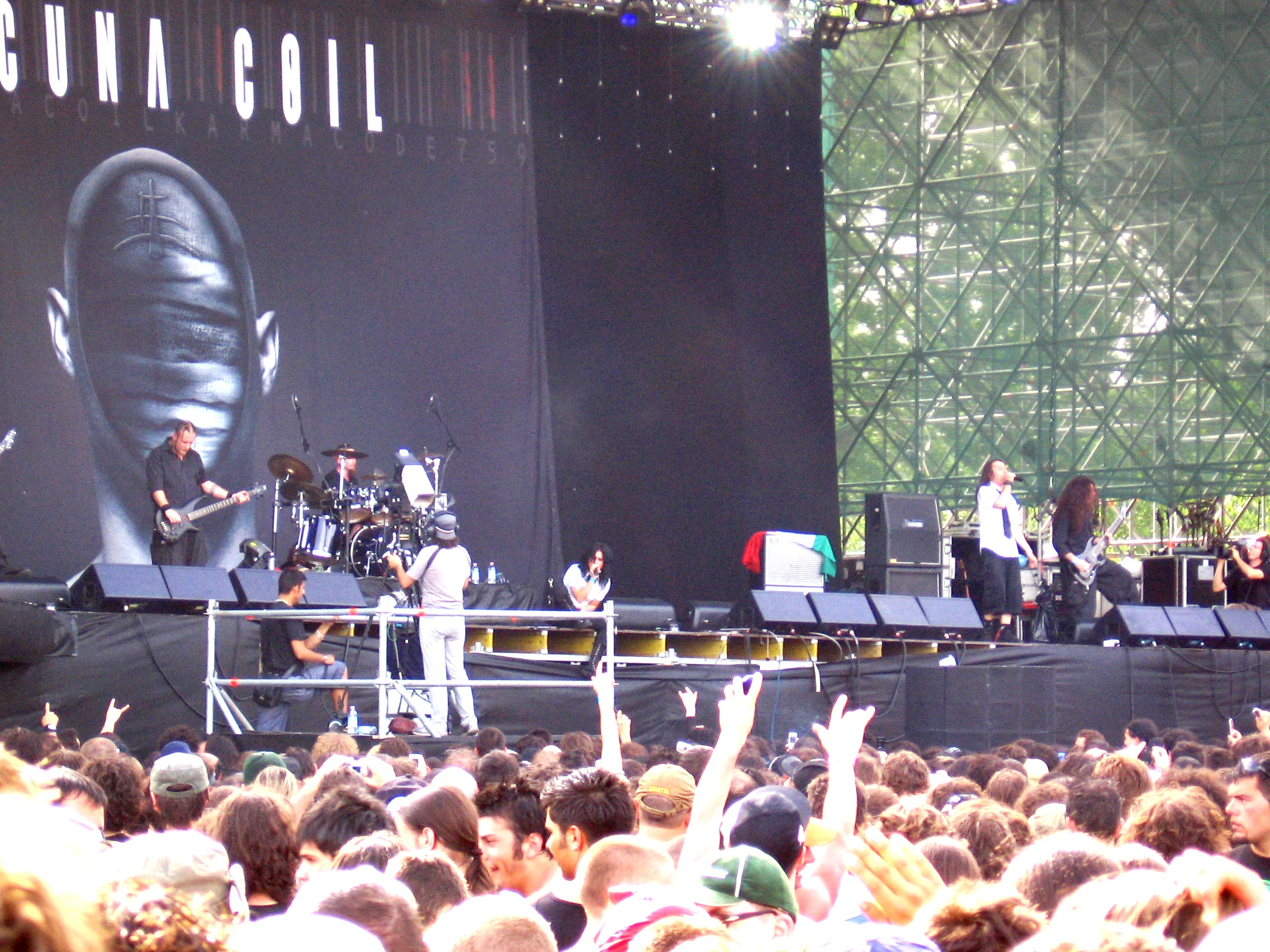
Il gruppo all'Heineken Jamming Festival di Imola nel 2006

Il nome definitivo Lacuna Coil (spirale vuota) venne adottato, perché Ethereal era già in uso da una band greca.
Nel 1997 uscì il primo EP, intitolato Lacuna Coil, prodotto da Waldemar Sorychta, che collaborerà con loro fino a Comalies, e pubblicato dalla Century Media. Nello stesso anno i Lacuna Coil fecero da gruppo di supporto ai Moonspell nel loro tour e la primavera successiva girarono l'Europa con il gruppo olandese The Gathering.

### In a Reverie(1998-2000)
Il primo album vero e proprio, In a Reverie, uscì nel 1999, guadagnando al gruppo i primi fan e ampi consensi da parte del pubblico, grazie sia a esibizioni dal vivo in festival internazionali come Wacken Open Air e Gods of Metal, sia al tour europeo insieme ai gruppi metal Skyclad, Samael, Lacrimosa e Grip Inc.
Una delle tracce, Falling Again, è la versione originaria di Falling, brano contenuto nell'EP Lacuna Coil. In formazione entrarono Cristiano Migliore alla chitarra e Cristiano Mozzati alla batteria al posto di Leo Forti e Zagaria. Da questo album le sonorità diventano più percepibili, grazie a un approccio più diretto dei brani da parte delle voci di Scabbia e Ferro.

### HalflifeeUnleashed Memories(2000-2002)

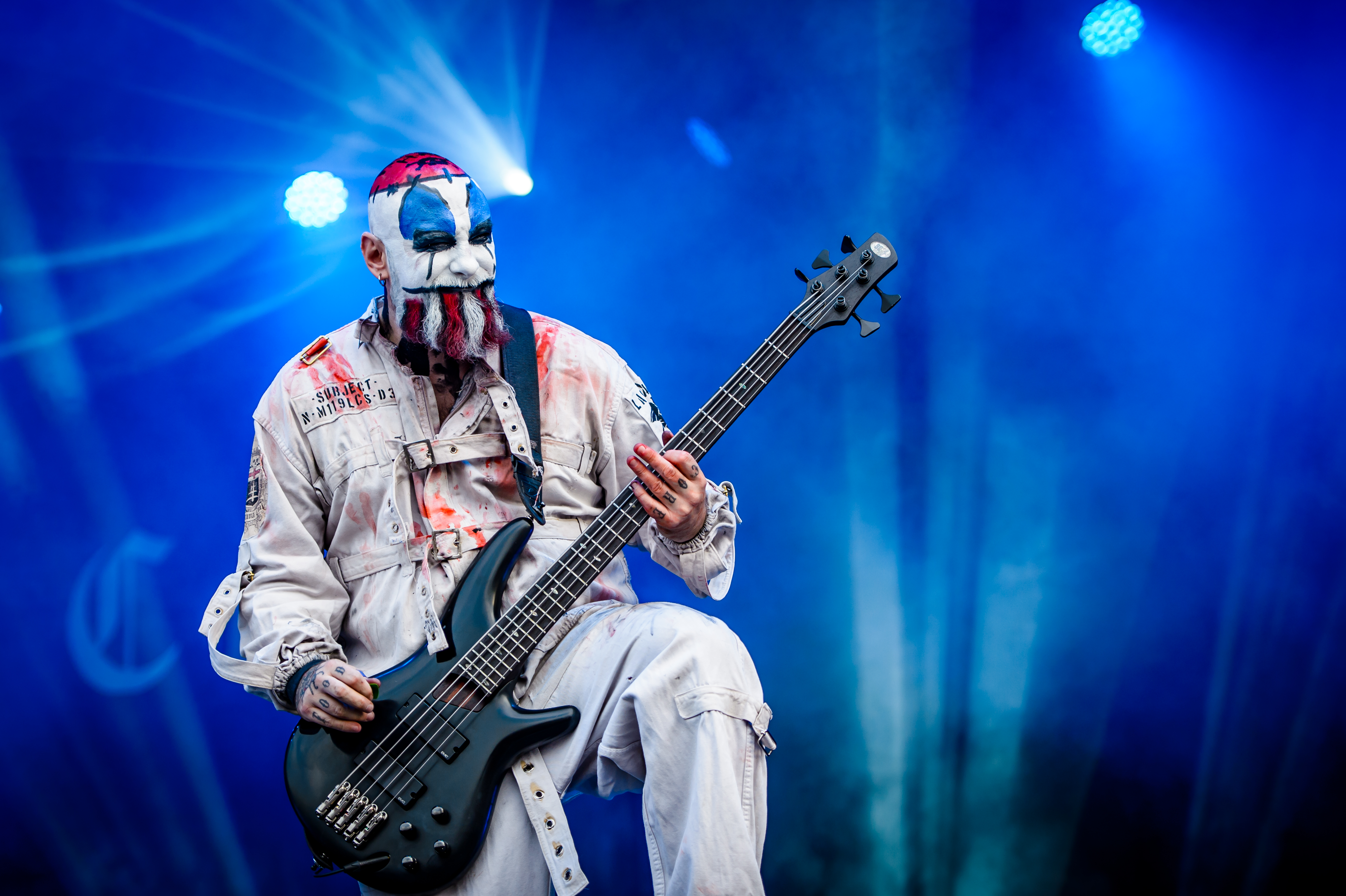
Marco Coti Zelati

Nel 2000 al gruppo si unì il nuovo chitarrista Marco Emanuele Biazzi e tornò in studio per incidere il secondo EP Halflife, anteprima al secondo album, che contiene anche il brano in italiano Senzafine. Nel 2001 uscì il secondo album, Unleashed Memories, composto da dieci canzoni.
L'album rappresentò un nuovo corso per i Lacuna Coil, con esibizioni in Canada, Messico e Stati Uniti d'America; in Europa il gruppo si esibì con gruppi come Tiamat, In Flames e altri, da Milano a Londra.

### Comalies(2002-2004)
Nel 2002 i Lacuna Coil pubblicarono Comalies. Il disco, molto curato negli arrangiamenti, ibrida hard rock con ritmi serrati e melodie sinfoniche. I singoli estratti furono Heaven's a Lie, che ricevette molta attenzione dai media, tanto da essere inserito nella colonna sonora dell'episodio The Fisher King (part 2) della seconda stagione della serie televisiva Criminal Minds; e Swamped, utilizzato per il videogioco Vampire: The Masquerade - Bloodlines e la colonna sonora del film Resident Evil: Apocalypse.
Con Comalies i Lacuna Coil entrarono al 178º posto della classifica Top 200 stilata dalla rivista statunitense Billboard, che certifica i dischi più venduti negli Stati Uniti d'America. Nel 2004 parteciparono all'Ozzfest.

### Karmacode(2006-2007)
Il 31 marzo 2006 vide la luce Karmacode, caratterizzato da sonorità più vicine all'alternative metal statunitense e al nu metal. Preceduto dal singolo e dal video di Our Truth, l'album fu distribuito in oltre 30 nazioni in tutto mondo. Nella prima settimana di uscita, il disco raggiunse la posizione n° 28 della Top 200 di Billboard e la posizione n° 1 della Top Independent Albums, la classifica degli album indipendenti (ovvero non distribuiti da una grande etichetta discografica). Con il singolo Enjoy the Silence, reinterpretazione del celebre brano dei Depeche Mode, si classificarono al primo posto nella MTV Top 100 del 2006.

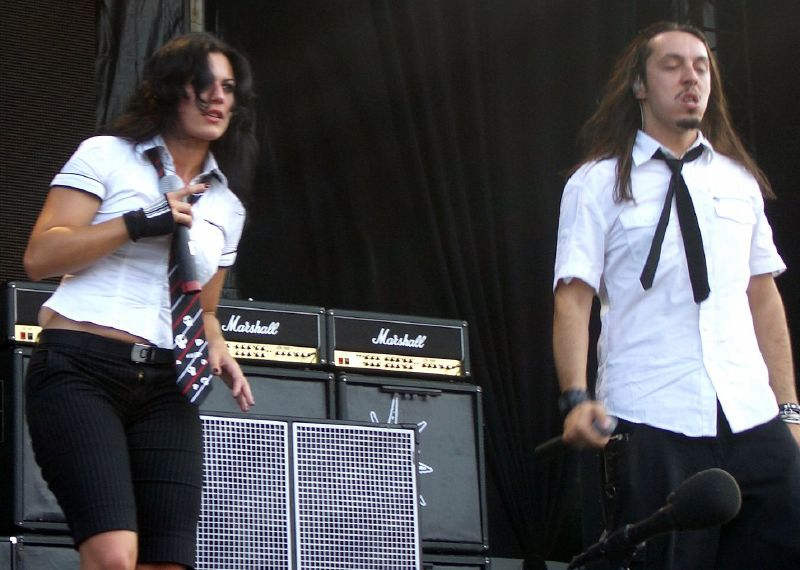
Cristina Scabbia e Andrea Ferro all'Ozzfest del 2006

Dopo l'uscita di Karmacode, i Lacuna Coil parteciparono a un tour con Rob Zombie e a festival estivi quali Heineken Jammin' Festival (Imola), Download Festival (Donington), Graspop Metal Festival (Dessel) e nuovamente all'Ozzfest insieme a Ozzy Osbourne, System of a Down e DragonForce.
Il 22 settembre 2006 partì il Karmacode European Tour, che li ha visti impegnati sul palco con Poisonblack, Node, Novembre, Gothminister e Lacrimas Profundere. A metà ottobre 2007 i Lacuna Coil si esibirono per la prima volta a Tokyo per il Loud Park Festival; e a novembre andarono in Australia per il Gigantour, in cui figuravano gruppi come Static-X, Megadeth e Devildriver.
Il 29 novembre 2007 parteciparono al Guitar Hero 3 Party a Milano, insieme alle altre band i cui brani sono inseriti nella colonna sonora dell'omonimo videogioco. Il 1º dicembre dello stesso anno tennero l'ultimo concerto di promozione di Karmacode al Rolling Stone di Milano durante il Rock TV Party in festeggiamento del compleanno di Rock TV, promuovendo il loro progetto musicale benefico Rezophonic.

### Shallow Life(2008-2009)

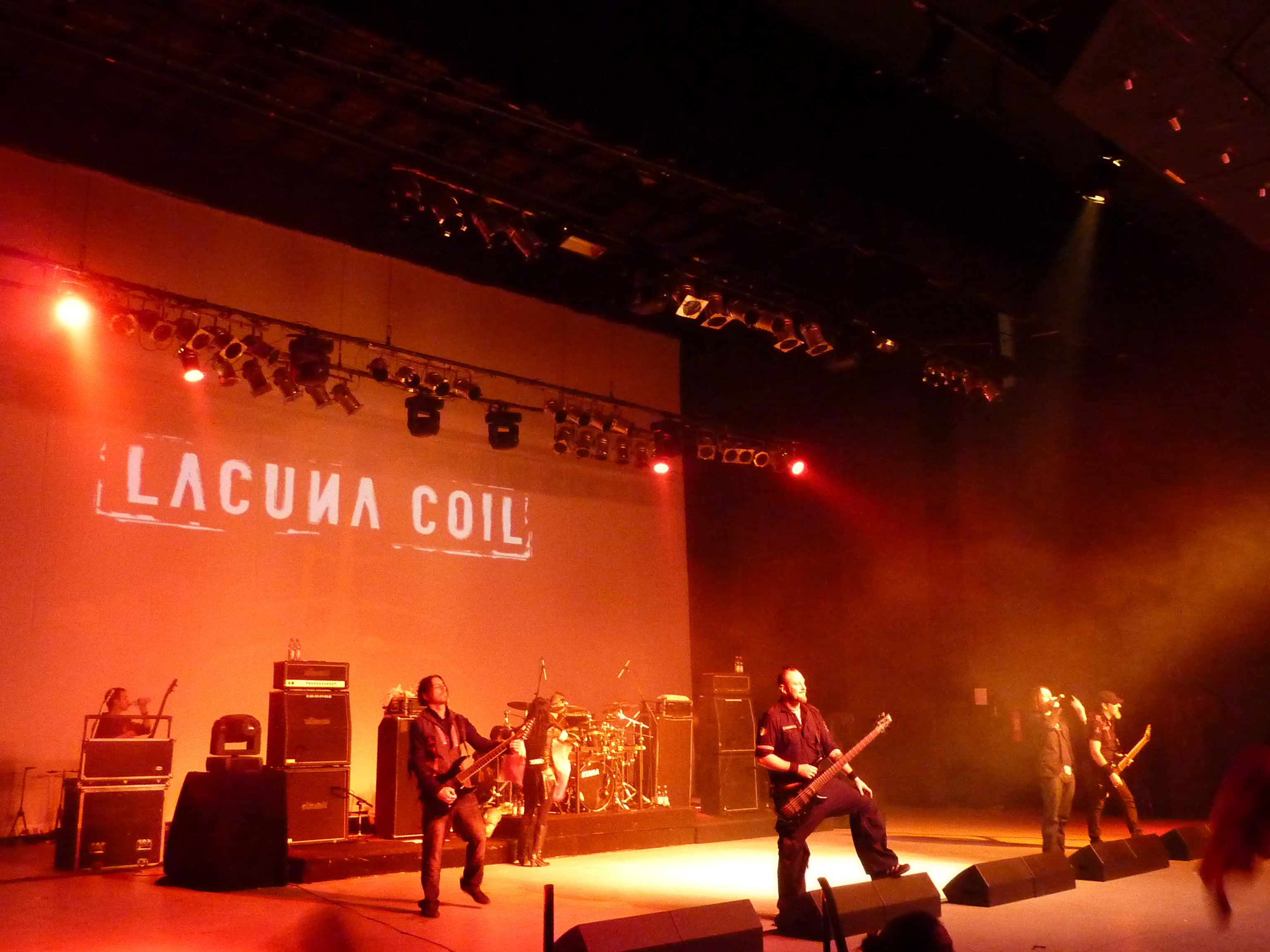
I Lacuna Coil in concerto nel 2010

Il 31 ottobre 2008 i Lacuna Coil presentarono Visual Karma (Body, Mind and Soul), il loro primo DVD, mentre il loro nuovo album Shallow Life uscì ufficialmente il 20 aprile 2009, edito da Century Media e prodotto insieme a Don Gilmore, che in passato aveva collaborato con Pearl Jam, Avril Lavigne, Good Charlotte, Linkin Park e Duran Duran. Anticipato dal singolo Spellbound, l'album vira verso un rock e heavy metal più mainstream a differenza di quanto operato con il precedente Karmacode.

### Dark Adrenaline(2012)
Il 23 gennaio 2012 viene pubblicato in tutta Europa (il giorno seguente viene pubblicato negli Stati Uniti d'America e nel resto del mondo) il sesto album del gruppo, dal titolo Dark Adrenaline. Uscito attraverso la Century Media, il disco è stato nuovamente prodotto da Don Gilmore e missato in Italia da Marco Barusso. Il primo singolo estratto è Trip the Darkness, di cui viene realizzato un video. Questo nuovo album è stato definito come la "sintesi" di tutti i loro lavori.

### Broken Crown Halo(2014)

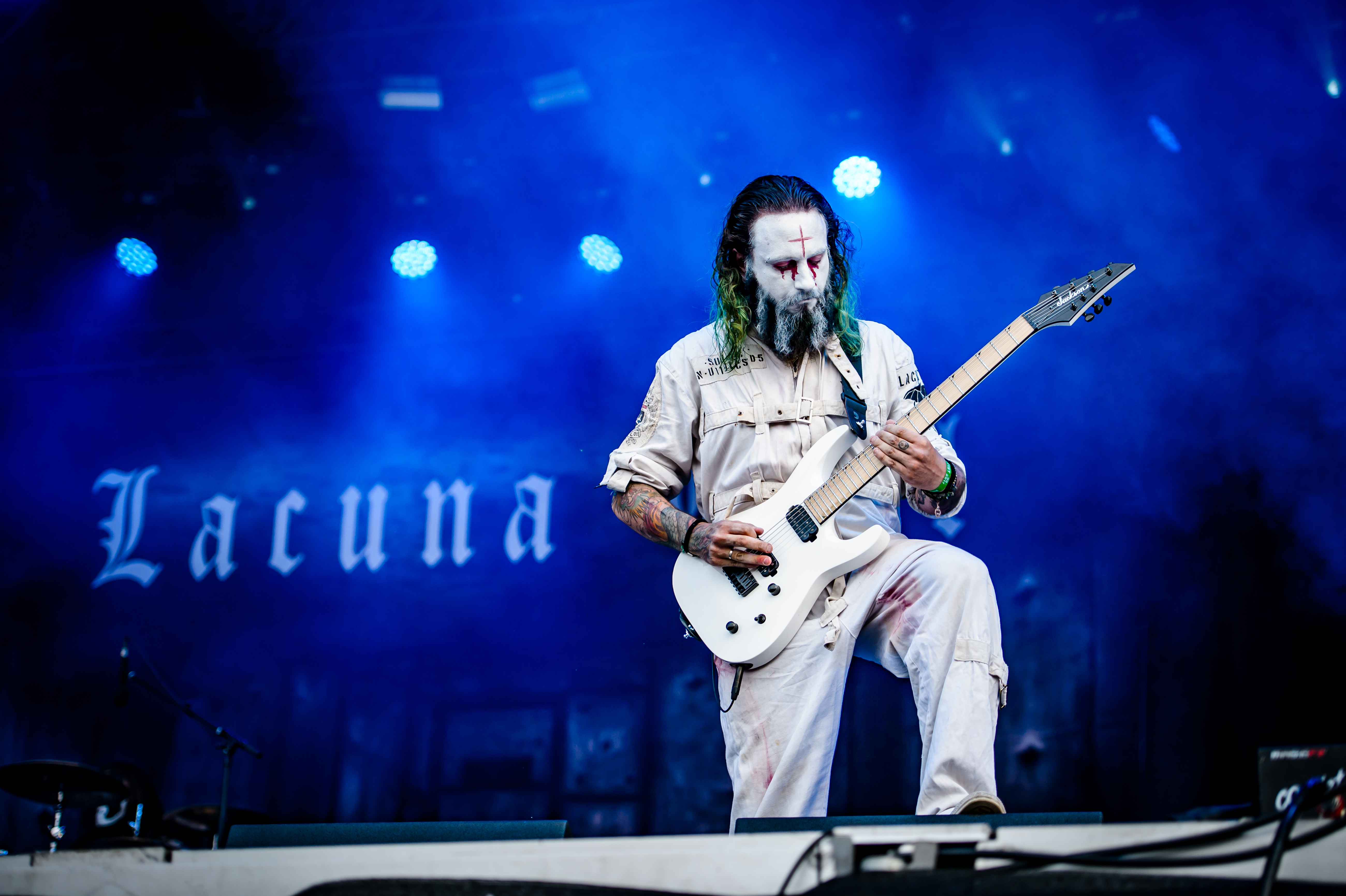
Diego Cavallotti

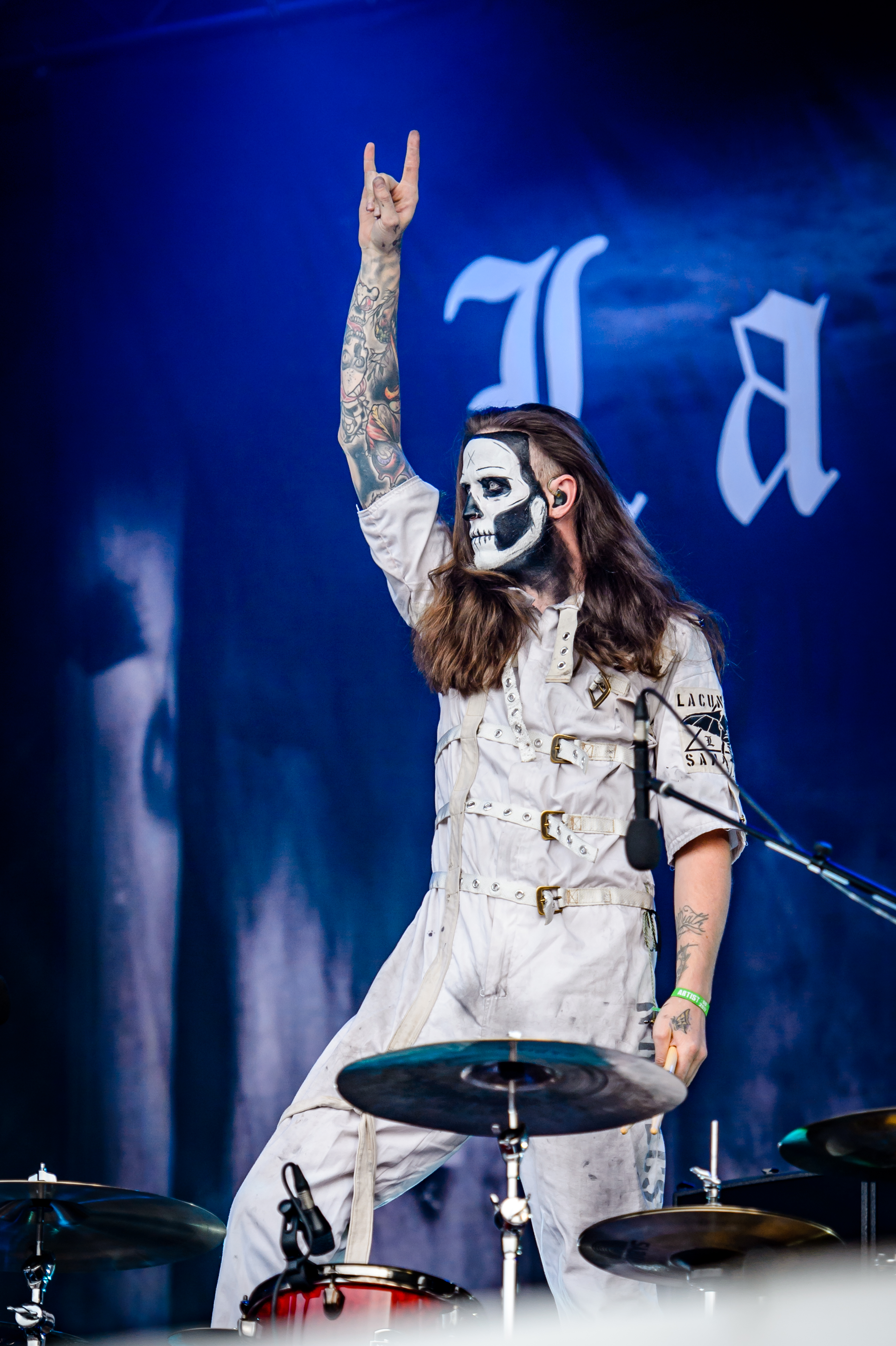
Ryan Folden

Nel gennaio 2014 viene annunciata la data di uscita di Broken Crown Halo, il settimo album in studio del gruppo, registrato a Milano tra settembre ed ottobre 2013. I primi due singoli sono Nothing Stands In Our Way e I Forgive (But I Won't Forget Your Name), usciti nel mese di febbraio.  L'album prodotto da Jay Baumgardner e masterizzato da Howie Weinberg uscirà in Europa, Australia e Nuova Zelanda a partire dal 31 marzo, mentre dal primo aprile arriverà negli Stati Uniti e Canada. Il 14 febbraio abbandonano il gruppo il chitarrista Cristiano Migliore e il batterista Cristiano Mozzati, membri della band da moltissimi anni. Nel 2016, dopo 17 anni di militanza, anche il chitarrista Marco Biazzi, lascia la band per dedicarsi ad altri progetti ed è sostituito nei concerti dal turnista Diego Cavallotti.

### Deliriume il ventesimo anniversario (2016-2018)
Il 27 maggio 2016 esce l'ottavo album in studio Delirium, un concept album di 11 tracce ispirato all'"instabilità mentale" prodotto dallo storico bassista Marco Coti Zelati. Musicalmente il disco prende le distanze da quanto fatto nelle ultime uscite, dove l'orecchiabilità era una caratteristica fondamentale, risultando essere il più heavy mai composto dalla band, come ben testimoniano il primo e il terzo singolo estratti, The House of Shame e Ghost in the Mist, nei quali Ferro utilizza un growl molto oscuro e marcato, mentre il secondo singolo, Delirium, è più melodico e ricorda più da vicino il loro consueto stile. Il 9 dicembre, per celebrare l'avvicinarsi delle feste natalizie, la band pubblica un nuovo brano, dal titolo Naughty Christmas, facente parte di Xmas in Rock 2, la seconda edizione della compilation nata da un'idea della radio rock "Virgin Radio". Il 22 marzo 2017 viene pubblicato il video di Blood, Tears, Dust, e il 15 maggio seguente il video di You Love Me 'Cause I Hate You, altri due brani facenti parte dell'ultimo album Delirium.
Il 19 gennaio 2018 ha tenuto un concerto speciale a Londra in occasione del ventennale di carriera, esibendosi coi loro più grandi successi e con vari brani tratti da tutto il loro repertorio. L'evento, chiamato The 119 Show: Live in London è stato poi registrato e pubblicato in formato DVD il 9 novembre 2018. Ad aprile hanno partecipato come ospiti al singolo Mayday dei Rezophonic.

### Black AnimaeComalies XX(2019-presente)

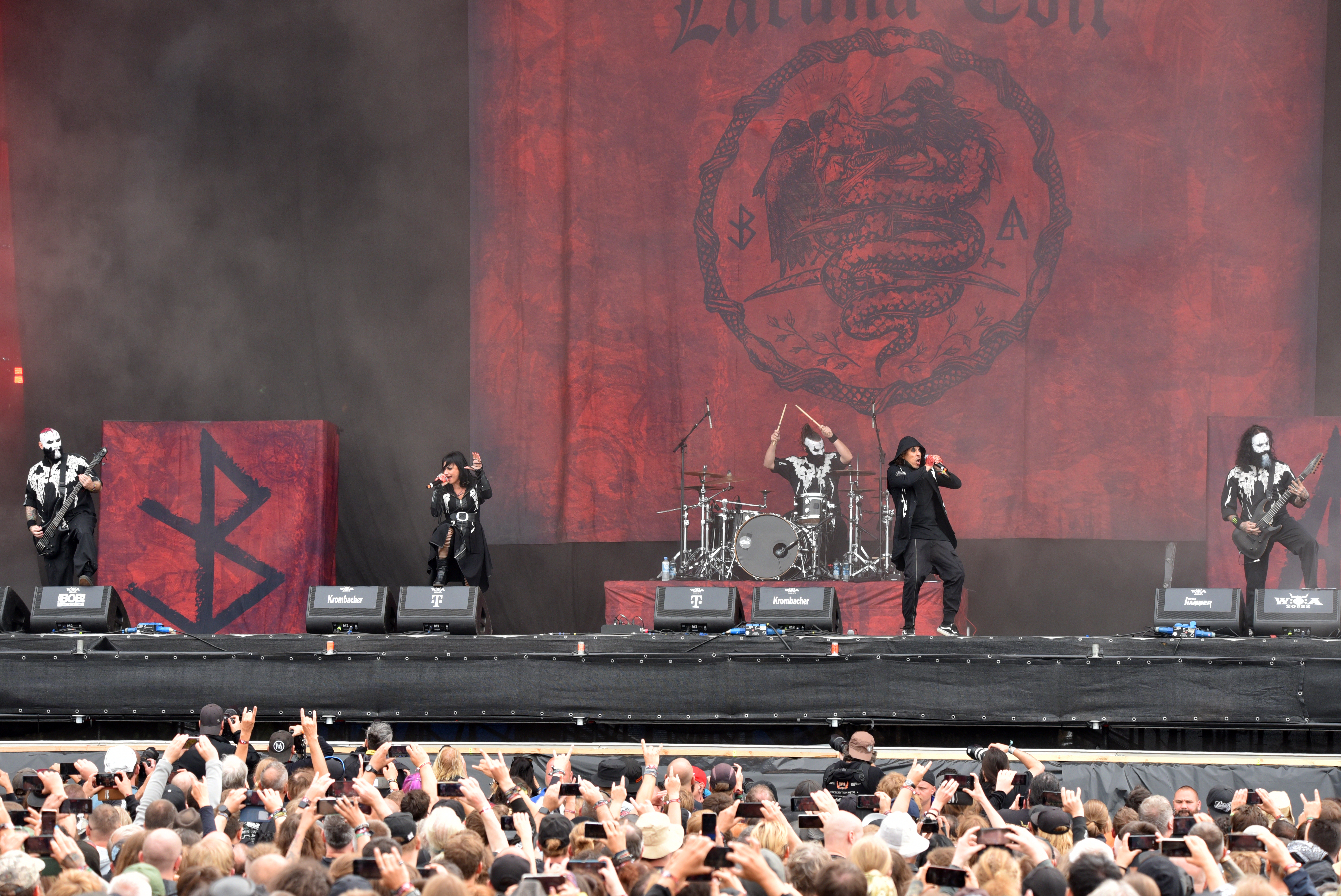
I Lacuna Coil in concerto al Wacken Open Air 2022

In seguito al concerto di Londra, i Lacuna Coil hanno annunciato la realizzazione di nuova musica per il 2019. L'8 luglio 2019 il gruppo ha rivelato che l'11 ottobre successivo sarebbe uscito il nono album Black Anima e che a novembre sarebbero partiti per un tour mondiale insieme agli Eluveitie. Il 16 luglio, invece, fu annunciato un nuovo cambio di formazione per la batteria: Richard Meiz dei Genus Ordinis Dei sostituì Ryan Folden, che era entrato nel gruppo nel 2014. Il 26 luglio è stato presentato il primo singolo Layers of Time, seguito il 13 settembre da Reckless e il 3 ottobre da Save Me.
A marzo 2021 Coti Zelati ha dichiarato che il gruppo ha cominciato a lavorare su un nuovo album, annunciando il completamento dello stesso il 12 marzo 2022; le fasi di missaggio e mastering sono invece state completate nel mese di maggio. Il 15 luglio la band ha preso parte all'Inkcarceration Festival, presentando in anteprima il primo singolo Tight Rope XX, pubblicato poco tempo dopo. Il 16 luglio è stato annunciato l'album Comalies XX, rivisitazione dell'album omonimo del 2002, la cui uscita è prevista per il 14 ottobre.

## Formazione

### Attuale
- Cristina Scabbia – voce (1996-presente)
- Andrea Ferro – voce (1994-presente)
- Marco Coti Zelati – basso, tastiera (1994-presente), chitarra (2016)
- Richard Meiz – batteria (2019-presente)

### Ex componenti
- Raffaele Zagaria – chitarra (1994-1997)
- Claudio Leo – chitarra (1994-1997)
- Leonardo Forti – batteria (1994-1997)
- Cristiano "Pizza" Migliore – chitarra (1994-2014)
- Cristiano "Criz" Mozzati – batteria (1999-2014)
- Marco Emanuele "Maus" Biazzi – chitarra (1999-2016)
- Ryan Blake Folden – batteria (2014-2019)
- Diego Cavallotti – chitarra (2016-2024)

## Discografia

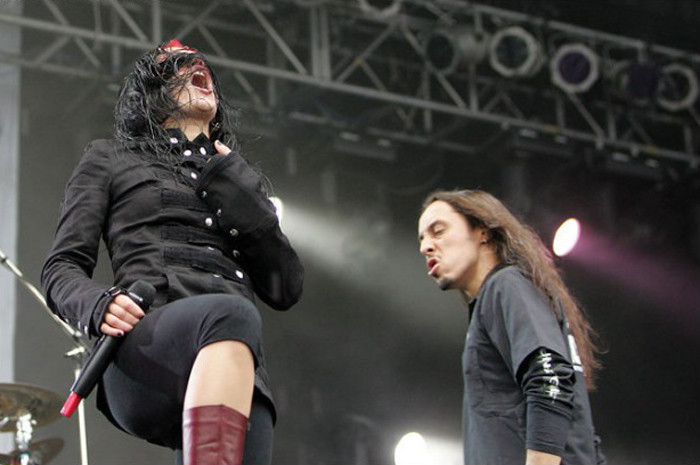
Cristina Scabbia e Andrea Ferro al Mera Luna Festival 2005

### Album in studio
- 1999 – In a Reverie
- 2001 – Unleashed Memories
- 2002 – Comalies
- 2006 – Karmacode
- 2009 – Shallow Life
- 2012 – Dark Adrenaline
- 2014 – Broken Crown Halo
- 2016 – Delirium
- 2019 – Black Anima
- 2025 – Sleepless Empire

### Raccolte
- 2009 – Manifesto of Lacuna Coil
- 2018 – The Presence of the Past

### Album di remix
- 2022 – Comalies XX

## Videografia

### Album video
- 2008 – Visual Karma (Body, Mind and Soul)
- 2018 – The 119 Show - Live in London
- 2021 – Live from the Apocalypse